# Liu & Léu
Liu & Léu foi uma dupla de música sertaneja brasileira formada pelos irmãos Lincoln Paulino da Costa (Itajobi, 7 de agosto de 1934 — Ibiraci, 4 de agosto de 2012) e Walter Paulino da Costa (Itajobi, 2 de abril de 1937 — São Paulo, 16 de maio de 2019) ambos da pequena cidade de Itajobi do estado de São Paulo.

## Biografia
Membros de uma família tradicional de cantadores de nove irmãos, sendo duas mulheres, cresceram na lavoura de café e cereais, onde viveram parte de suas vidas e sempre participando de festas de catiras. Na dança da catira o grupo era formado pelas famílias Costa e Vieira.
Lincoln, além de dançar catira, era romântico; gostava de declamar poesias e até de cantar músicas de Vicente Celestino. 
Walter aos seis anos de idade subia numa cadeira para cantar com o irmão mais velho, o Benedito, e já fazia parte do time de catira. Com 16 anos fez dupla com um amigo e participavam de programas na Rádio de Novo Horizonte e também em Catanduva.
Nesta época a dupla chamava-se “Sampaio e Nenê Cunha”. Faziam shows pela região, e o Liu participava declamando poesias e fazendo humorismo.
O pai, Gabriel, já cansado, deixou a vida dura da lavoura indo para a cidade, e foi aí que os dois irmãos decidiram ir para a capital São Paulo para trabalhar numa metalúrgica, a Mercantil Suíça.
Aguardando para assumirem o trabalho foram assistir a festa de aniversário do programa “Brasil Caboclo” na Rádio Bandeirantes, na rua Paula Souza, programa de auditório que ia ao ar diariamente as 7 horas da manhã.
Neste programa radialistas como Biguá, Zacharias Mourão, Capitão Balduíno e outros tomaram conhecimento que os dois visitantes eram irmãos de Zico & Zéca e primos de Vieira e Vieirinha que já eram duplas famosas, pediram para que os dois irmãos cantassem uma música. Foi então que cantaram com instrumentos emprestados a música de Dino Franco e Sebastião Victor “Meu Ranchinho”.
De agrado geral, marcou-se ali mesmo a estréia para o dia 5 de novembro de 1957, no programa “Novidade Sertaneja” apresentado por Zacharias Mourão.
Compraram uma viola e um violão e escolheram os nomes. O Lincoln já era apelidado por “Liu” e aí foi só acrescentar “Léu” para o Walter. Nascia ali a dupla Liu e Léu.
A dupla tornou-se conhecida pelos circenses através do rádio, e começaram a se apresentar em circos pelos Estados de São Paulo, Minas Gerais, Paraná, Goiás e Mato Grosso, acompanhados durante um bom tempo pelo amigo e grande radialista Muibo Curi que se apresentava como humorista usando o nome de Nho Tião.
Em abril de 1959 convidados por Teddy Vieira diretor artístico da Chantecler gravaram o primeiro 78 rotações com a moda de viola “Rei do Café” de Teddy Vieira e Carreirinho e do outro lado “Carreiras de Cururu” de Piraci, Biguá e Teddy Vieira. Em Junho do mesmo ano gravaram a toada “Boiadeiro Errante” de Teddy Vieira (música que se tornou um clássico, personalizando a dupla e mantendo-se em sucesso permanente) na outra face do disco a música “Baile na Roça” de Teddy Vieira e Zico.
Com o término do compromisso na Rádio Bandeirantes, transferiram-se para a Rádio Nove de Julho participando semanalmente do programa “Prelúdio Sertanejo”, que ia ao ar as seis horas da tarde com auditório, até o ano de 1962 período em que gravaram mais 6 discos de 78 rotações. Neste mesmo ano houve grandes mudanças, gravaram o 1º LP intitulado “Nosso Rancho” pela gravadora Continental, receberam o troféu pela música “Meu Ranchinho” de Dino Franco e Sebastião Vitor de Melhor Música do Ano.
Em seguida foram para a Rádio Nacional de São Paulo, permanecendo lá durante muitos anos. Liu e Léu participaram também do primeiro programa Viola, Minha Viola na TV Cultura. Contratados pela Rádio Record, participavam do programa Linha Sertaneja Classe A e paralelamente apresentavam-se em programas de televisão.
Em 1978 Liu e Léu, criam o selo Tocantins onde lançaram vários artistas, e a própria dupla, destacando neste período os sucessos: Sementinha, Mãe de Carvão, O Ipê e o Prisioneiro, Jeitão de Caboclo, Ano 2000, Porta, Cadeia de Papel, Velho Pouso de Boiada, Prato do Dia, 25 de Dezembro e Legítimo Doutor.
Ao todo somam-se 32 LPs pelas gravadoras Continental, Chantecler, RCA Victor, Copacabana e Tocantins, e 17 CDs em várias outras.
Ao longo da carreira permanecem em destaque as músicas, Rei do Café, Boiadeiro Errante, Adeus Minha Terra, Rainha do Paraná, Caminheiro, Dona Saudade, Onde Eu Moro, Buscando a Felicidade e outros. 
Em 2002 é lançado o CD “Jeitão de Caboclo” pela gravadora Atração, que em 2003 recebe a indicação para o Grammy Latino na categoria de “Melhor Álbum de Música Regional”.
No ano de 2005 participaram, na casa de shows Olímpia, da gravação do DVD 100% Caipira com a música “Jeitão de Caboclo”.
O mais recente trabalho foi lançado no ano de 2009 pelo selo Tocantins, intitulado “50 Anos”.
No dia 4 de agosto de 2012, Liu faleceu aos 77 anos vítima de uma parada pulmonar.
Léu continuou cantando com o seu irmão Zeca da (dupla Zico e Zeca) . 
Léu veio a falecer em sua residência acompanhado por sua esposa, filhos e netos em Santana (bairro de São Paulo)  a 16 de maio de 2019. Seus restos mortais estão sepultados em Itajobi, São Paulo.

## Discografia[6]
- 1962 – Nosso Rancho (Caboclo)
- 1963 – Felicidade de Caboclo (Caboclo)
- 1965 – Dona Saudade (Chantecler)
- 1966 – Onde eu Moro (Chantecler)
- 1967 – A Coroa do Sucesso (Chantecler)
- 1967 – Paulistas x Mineiros (Com Duo Guaraní) (Chantecler)
- 1968 – Minhas Trovas (Chantecler)
- 1969 – Perto do Coração(Chantecler)
- 1969 – Rainha do Paraná (Chantecler)
- 1970 – Liu e Léu (RCA Camden)
- 1970 – Boiadeiro Errante (Disco Lar)
- 1971 – Minha Terra (RCA Camden)
- 1972 – Amarga Saudade (Tropicana)
- 1972 – E vamos nós (Chantecler)
- 1973 – O Menino da Porteira (Tropicana)
- 1973 – Liu e Léu (Tropicana)
- 1973 – Amanhecer na Minha Terra (Continental)
- 1974 – Liu e Léu (Cartaz)
- 1974 – Gente que eu Gosto (Continental)
- 1975 – Porque Te Amo (Continental)
- 1976 – Dona Saudade (Chantecler)
- 1976 - Liu e Léu (Continental)
- 1976 – Caboclo Abençoado (Beverly/AMC)
- 1977 – Mulher da Minha Vida (Beverly/AMC)
- 1977 – Caminheiro (Continental)
- 1978 – Edição Limitada (Phonodisc)
- 1979 – Os Grandes Sucessos (Chantecler)
- 1980 – Sementinha (Tocantins)
- 1980 – Seleção de Ouro (Tocantins)
- 1981 – Adeus Minha Terra (Tocantins)
- 1981 – Boiadeiro Errante (Chantecler)
- 1983 – O Ipê Florido (Tocantins)
- 1984 – Jeitão de Caipira (Tocantins)
- 1986 – Cadeia de Papel (Tocantins)
- 1989 – Mãe de Carvão (Tocantins)
- 1994 – Som da Terra (Chantecler/Warner)
- 1994 – Som da Terra – Segunda Edição (Chantecler/Warner)
- 1996 – Ano 2000 (Tocantins)
- 1997 – Tardes Morenas de Mato Grosso (Tocantins)
- 1997 – O Rei do Gado (Tocantins)
- 1997 – Raízes Sertanejas (EMI)
- 1997 – Liu e Léo (Sabía)
- 1997 – Luar do Sertão (RCA/BMG)
- 1999 – Saudade da Minha Terra (Allegretto)
- 2000 – Raízes da Música Sertaneja (Chantecler/Warner)
- 2001 – Grandes Sucessos – Volume 01 (Movieplay)
- 2001 – Grandes Sucessos – Volume 02 (Movieplay)
- 2001 – Sucessos que Sempre Marcam (Chantecler/Warner)
- 2001 – O Ipê Florido (Tocantins)
- 2002 – Adeus Minha Terra (Tocantins)
- 2002 – Alma Sertaneja (EMI)
- 2002 – Jeitão de Caboclo (Atraçao)
- 2003 – O Dom se Ser Caipira (Com Zico E Zéca e As Galvão)
- 2007 – 50 anos  (Laser Records)
- 2012 –Liu e Leu    - 60 anos (Radar Records)